# 가사오카정
가사오카정(笠岡町)은 오카야마현 오다군에 있던 정이다. 현재의 가사오카시의 일부에 해당한다.